# Wenzel Holek
Wenzel Holek (* 20. Januar 1864 in Schönhof; † 2. Januar 1935 in Berlin) war ein tschechischer Schriftsteller, Publizist und Erzieher.

## Leben

### Herkunft
Wenzel Holek war wohl einer der ersten professionellen Jugendarbeiter in Deutschland, sicher aber der erste Praktiker einer „aufsuchenden“ Jugendarbeit, und ist damit eine bemerkenswerte und doch wenig bekannte Ausnahmegestalt. Holek wurde 1864 in Böhmen als Kind einer armen Tagelöhnerfamilie geboren. Schon früh musste Holek, dem es nicht vergönnt war, mehr als drei Jahre die Volksschule zu besuchen, zum Lebensunterhalt der Familie beitragen: Kinderarbeit, Betteln, Straßenmusik. Holek wurde „Handarbeiter“, d. h. ungelernter Arbeiter. Das bedeutete körperlich schwerste Arbeit bei größter sozialer Unsicherheit. Sein beruflicher Lebensweg führte Holek zum Eisenbahnbau, in Ziegeleien, Glasfabriken und in den Tagebau. Er gründete eine Familie und wurde im Laufe der Zeit Vater von sechs Kindern. Arbeitslosigkeit und drängende Not zwangen ihn als 40-Jährigen im Jahre 1904 dazu, seine Heimat Böhmen zu verlassen und im sächsischen Dresden nach Arbeit zu suchen.

## Wirken

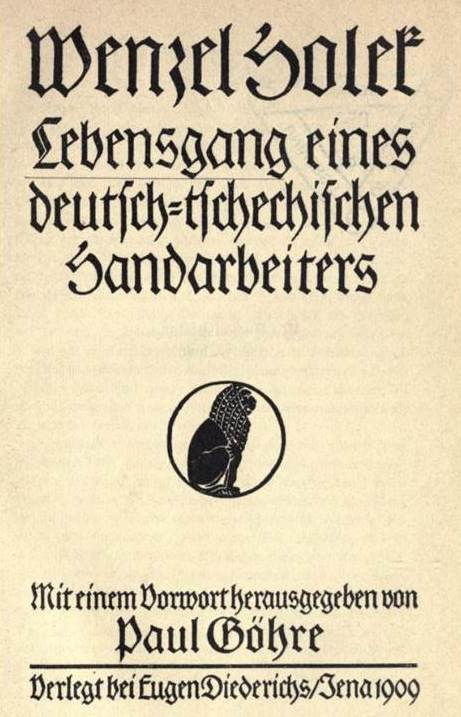
Lebensgang eines deutsch-tschechischen Handarbeiters

Schon in Böhmen war Holek Mitglied der Sozialdemokratischen Partei geworden und wollte sich nicht mit den bestehenden Verhältnissen abfinden. Sein Leseeifer führte dazu, dass er eine der Arbeiterbiographien in die Hände bekam, die der ehemalige Pfarrer Paul Göhre herausgegeben hatte. Das motivierte ihn dazu, eine solche Autobiographie zu schreiben. Im Mai 1909 erschien – ebenfalls herausgegeben von Paul Göhre – sein Buch „Lebensgang eines deutsch-tschechischen Handarbeiters“. Das Buch vermittelte mit seiner Unmittelbarkeit und Authentizität einen unverstellten Einblick in das Leben und Denken der unteren Schichten der Arbeiterklasse.
Im Jahre 1912 lud ein Leipziger Pfarrer Holek zu einem Vortrag ein und war von Holeks Äußerungen so angetan, dass er ihm die gerade vakante Leitungsstelle des Leipziger „Volksheimes“ anbot. Das Volksheim war in einer desolaten Lage, als Holek die Leitung übernahm. Holek beschloss, alle Energie auf die Gewinnung der Jugend zu richten. Das erwies sich als erfolgreich. Er erreichte innerhalb eines halben Jahres eine Verzehnfachung der jugendlichen Mitglieder des Volksheims, die jetzt als Publikum dessen Bildungsveranstaltungen dominierten. Es sprach sich herum, dass es Holek gelang, an die Jugendlichen heranzukommen.
Die Kunde von Holeks Geschick in der Jugendarbeit erreichte auch den Amtshauptmann von Leipzig, Herrn von Nostiz-Wallwitz, der in einem der Stadtteile, für die er zuständig war, nach englischem Vorbild ein Settlement errichten wollte, das einen besonderen Schwerpunkt in der Jugendpflege haben sollte. Er warb Holek aus dem Volksheim ab und erteilte ihm den Auftrag, im Leipziger Vorort Thekla eine entsprechende Einrichtung aufzubauen. Der Ausbruch des Ersten Weltkrieges vereitelte diese hochfliegenden Pläne. Von Nostiz-Wallwitz bemühte sich darum, Holek ersatzweise einen anderen Job in der Jugendarbeit zu verschaffen. Das gelang schließlich in einem anderen Leipziger Vorort (Großzschocher) – und so konnte Holek, nun als staatlicher Angestellter, weitere Erfahrungen in der Jugendarbeit machen.
Die Jugendlichen wurden in Klubs mit jeweils 15 bis 20 Mitgliedern organisiert, in denen es jeweils die gewählten Ämter eines Vorsitzenden, eines Schriftführers, eines Kassen- und eines Spielwarts gab. Die Klubs wurden zu einem Verein zusammengefasst, in dem es einen gewählten Präsidenten mit besonderen Rechten und Pflichten gab. Holek hatte zwar weitgehend freie Hand, die Jugendarbeit nach seinen Vorstellungen zu gestalten, aber er eckte mit seiner selbstbewussten Art immer wieder insbesondere bei den Lehrern an, die sehr konservativ waren und z. B. dafür sorgten, dass die Mädchenarbeit, die Holek aufgebaut hat, wieder eingestellt werden musste. Eine sichere Stütze war und blieb ihm nur der Amtshauptmann von Nostiz-Wallwitz, der zu ihm hielt, obwohl er um seine nach wie vor sozialdemokratischen politischen Überzeugungen wusste. Als von Nostiz-Wallwitz von der sächsischen Regierung auf einen Gesandtschaftsposten nach Wien versetzt wurde, fürchtete Holek deswegen wohl zu Recht, dass man ihm künftig noch mehr Steine in den Weg legen könnte. Deshalb kam es ihm sehr entgegen, dass eine seiner (studentischen) Mitarbeiterinnen bei der Sozialen Arbeitsgemeinschaft in Berlin-Ost vorfühlte, die gerade auf der Suche nach einem verantwortlichen Mitarbeiter für ihre Jugendarbeit war. Deren Leiter, Friedrich Siegmund-Schultze, bot Holek im Zuge der Sondierungen an, nach Berlin zu kommen und diese Aufgabe zu übernehmen. Holek entschied sich für die Annahme dieses Angebots und zog im Mai 1916 nach Berlin um.
Auch die Soziale Arbeitsgemeinschaft Berlin-Ost (SAG) orientierte sich am Vorbild der englischen und amerikanischen Settlements. Holek knüpfte in der von ihm verantworteten Jugendarbeit in der SAG theoretisch und praktisch an die Erfahrungen an, die er in Leipzig gemacht hatte. Holek blieb bis zu seinem Tod 1935 trotz einiger Unterbrechungen der Hauptverantwortliche für die offene Jugendarbeit der SAG.
Er war der Vater des Schriftstellers Heinrich Holek.

## Werke
- Lebensgang eines deutsch-tschechischen Handarbeiters Wenzel Holek 1:mit einem Vorwort herausgegeben von Paul Göhre (Jena 1909) Digitalisat
- Religiöses Erleben eines Handarbeiters Holek, Wenzel. - Berlin : Verl. "Der Fährmann", [1919]
- Die ersten Erinnerungen. - Meine Schulzeit Holek, Wenzel. - [Nachdr. d. Ausg.] Jena 1930. - 1979 = 1930
- Lebensgang eines deutsch-tschechischen Handarbeiters / Wenzel Holek 2: Vom Handwerker zum Jugenderzieher / Holek, Wenzel. - 1. u. 2. Tsd. - Jena : Diederichs, 1921
- Aus meiner Jugend Holek, Wenzel. - Reutlingen : Enßlin & Laiblins Verlagsbuchhandlung, [1924]
- Holek, Wenzel: Lebensgang eines Handarbeiters Diederichs (1930)
- Holek, Wenzel: Meine Erfahrungen in Berlin Ost Böhlau (1998)